# Polánka (Vlašim)
Polánka je vesnice v okrese Benešov, součást města Vlašim. Nachází se cca 3 km na jihozápad od Vlašimi. Je zde evidováno 79 adres. V 18. století se u mlýna těžila železná ruda, pouze v malém množství. Kilometr od obce se nachází chatová oblast Údolí návratu, člen skupiny STOB (Sdružení trampských osad Benešovska). Osadou protéká řeka Blanice a její levostranný přítok Polánecký potok.

## Historie
První písemná zmínka o vesnici pochází z roku 1545.

## Další fotografie

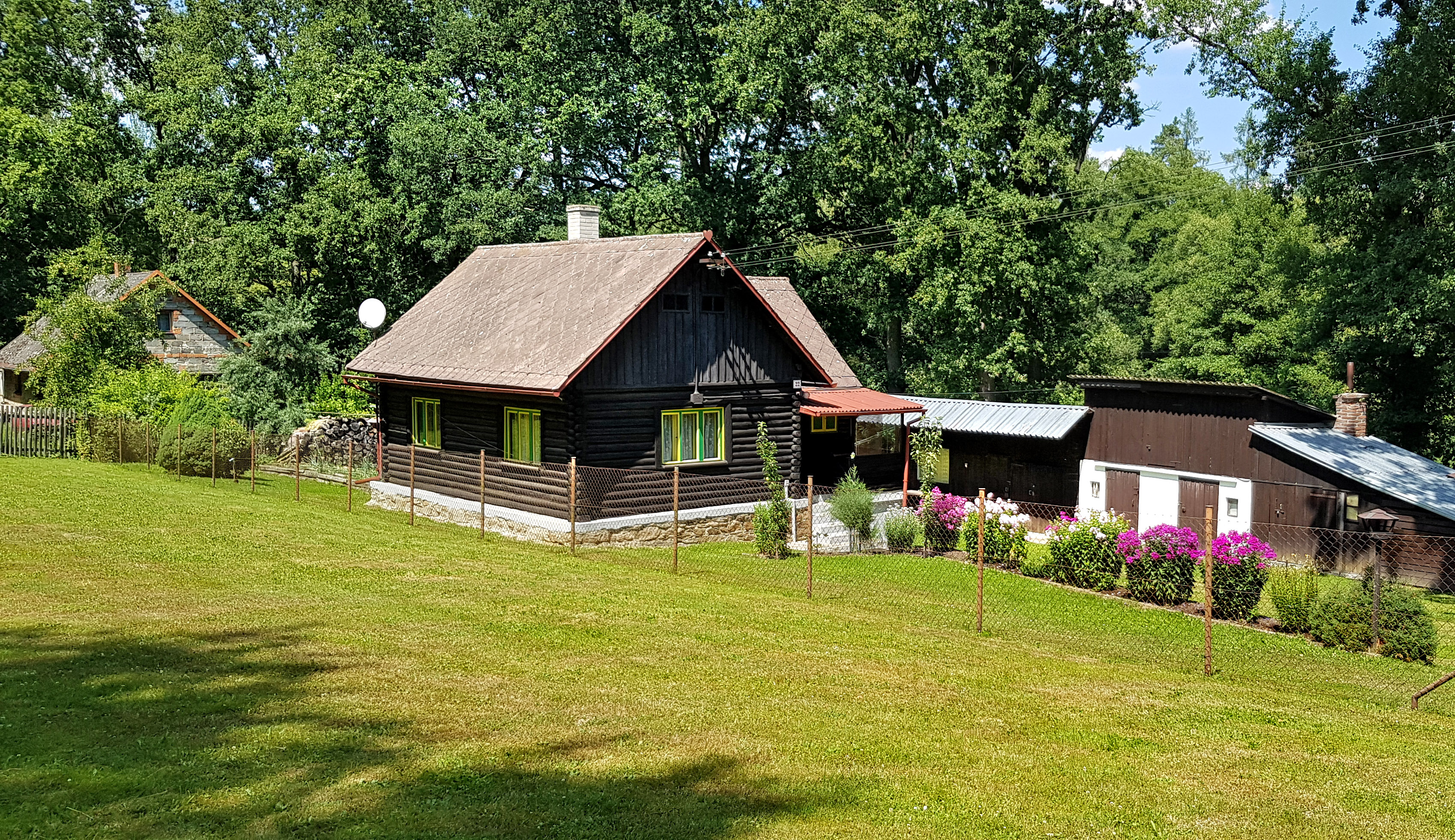
Dům čp. 22  u hlavní silnice
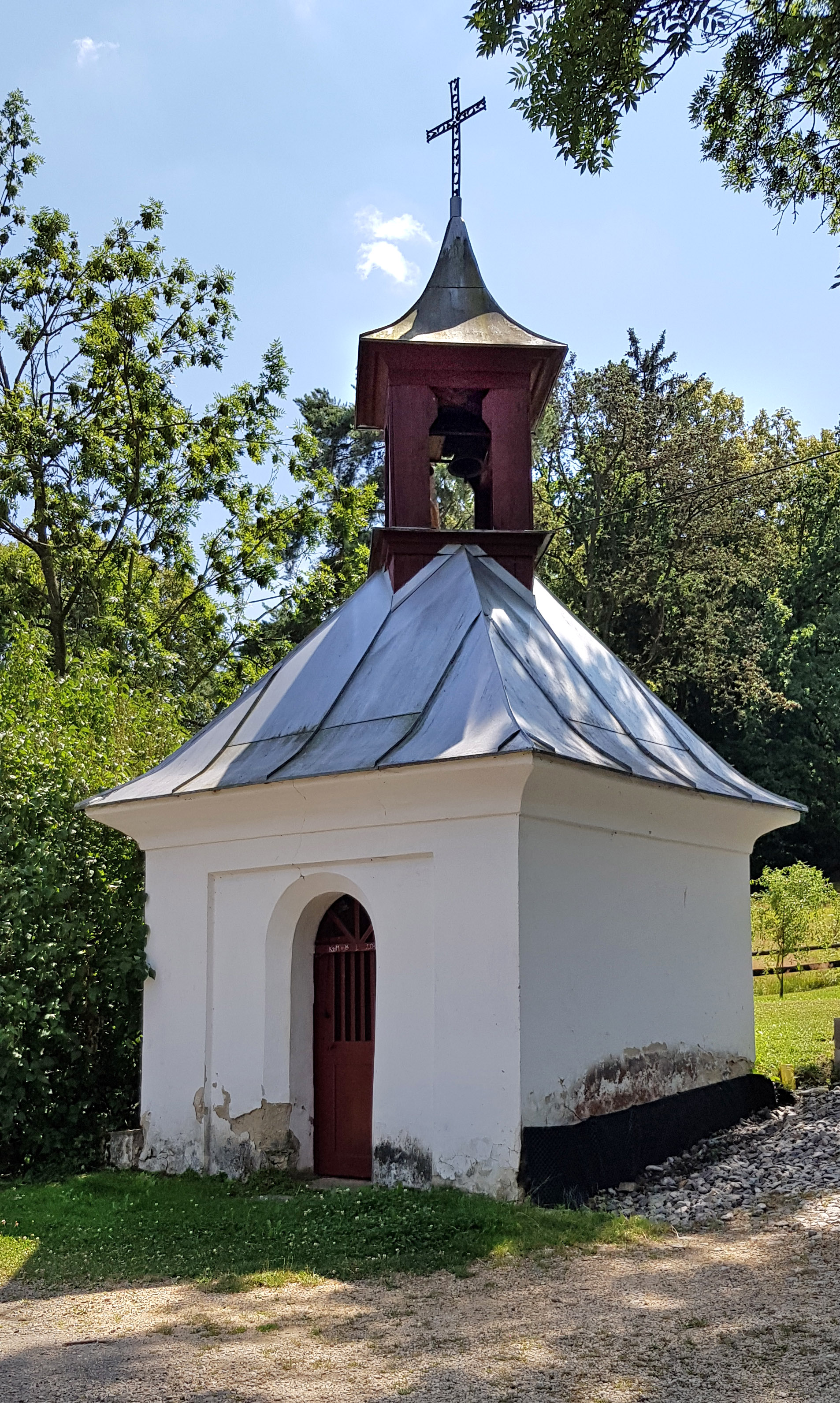
Kaple
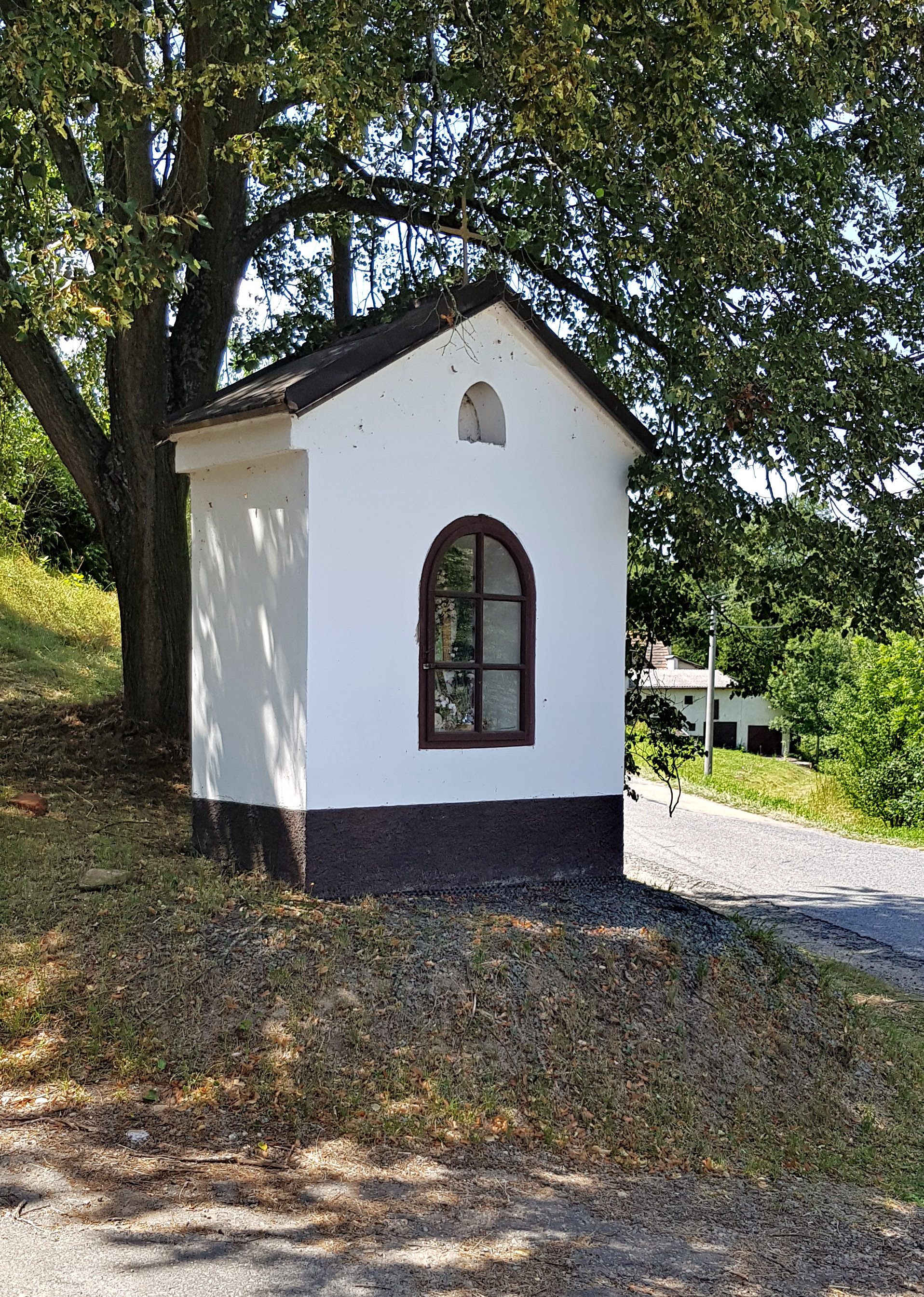
Malá kaple u hlavní silnice